# East Renton Highlands (Washington)
East Renton Highlands  est une census-designated place américaine de l'État de Washington dans le comté de King. 
La population était de 11 937 habitants en 2020.